# San Martín Norte
San Martín Norte es una localidad argentina ubicada en el departamento San Justo de la provincia de Santa Fe. Se encuentra 5 km al norte de la ruta provincial 39 y 8 km al este de la ruta nacional 11.

## Historia
La población nació en 1889, cuando se mudó el pueblo de Nuestra Señora de los Dolores (hoy Colonia Dolores) fundada por frailes franciscanos. En la zona, el gobernador Cabal había escriturado tierras para los aborígenes mocovíes, quienes constituyen la mayor parte de su población, pero los mismos las fueron perdiendo en manos de comerciantes.
Su templo católico fue edificado entre 1892 y 1896, y presenta una muy llamativa arquitectura de estilo corintio que fue declarado monumento histórico provincial en 1992. La prosperidad inicial decayó cuando quedó relegada de la traza de la Ruta 11 y el ferrocarril.

## Población
Cuenta con 681 habitantes (Indec, 2010), lo que representa un incremento frente a los 672 habitantes (Indec, 2001) del censo anterior.
| Gráfica de evolución demográfica de San Martín Norte entre 1991 y 2010 |
|                                                                        |
| Fuente: Censos nacionales del INDEC                                    |